# Massagno
Massagno − miejscowość i gmina w południowej Szwajcarii, w kantonie Ticino, w okręgu (distretto) Lugano, w powiecie (circolo) Vezia.

## Demografia
W Massagno mieszka 6 426 osób. W 2021 roku 43,2% populacji gminy stanowiły osoby urodzone poza Szwajcarią. 

## Współpraca
miejscowość partnerska:
- Onex, Genewa

## Transport
Przez teren gminy przebiegają drogi główne nr 2 i nr 401.